# Luna piena (Wodehouse)
Luna piena (titolo originale: Full Moon) è un romanzo umoristico di P. G. Wodehouse pubblicato in volume nel 1947.
È il sesto romanzo della "Saga del castello di Blandings". Lord Emsworth, proprietario del castello, è costretto a ospitare il proprio figlio Freddie e due sue nipoti, Prudence Garland e Veronica Wedge, corteggiate rispettivamente da Bill Lister (detto "Blister") e da Tipton Plimsoll, i quali si presentano in vario modo a Blandings. A complicare l'intreccio, la sparizione di una preziosa collana di Aggie, la moglie americana di Freddie.

## Storia editoriale
Il volume è stato pubblicato negli Stati Uniti da Doubleday il 22 maggio 1947 e successivamente  nel Regno Unito da Herbert G. Jenkins il 17 ottobre 1947. Una versione molto condensata (l'intero romanzo in un unico numero della rivista) apparve sul settimanale Liberty nel novembre 1947.
Fu tradotto due volte in lingua italiana (da Vittoria Comucci nel 1954 e da Stefania Bertola nel 1991) e pubblicato in volume più volte ad opera di tre editori (Arnoldo Mondadori Editore, Guanda e Tea).

## Trama
Lord Emsworth si preoccupa quando viene a sapere che suo figlio Freddie è ritornato dall'America per promuovere la vendita dei biscotti per cani "Donaldson's Dog-Joy" in Inghilterra; è meno preoccupato quando apprende che sua nipote Prudence è stata chiamata «dolce coniglietto dei miei sogni» da uno sconosciuto al telefono. Freddie incontra a Londra Prudence e scopre che è innamorata di Blister — un artista squattrinato dall'aspetto singolare, figlioccio di Galahad e amico dello stesso Freddie — e che anzi intende sposarlo di nascosto. Lady Dora, la madre di Prudence, spedisce immediatamente la figlia a Blandings per impedirne le nozze. Freddie e Galahad si attivano perché Blister stia vicino a Prudence: lo inviano a Blandings, col falso nome di Messmore Breamworthy, con l'incarico di ritrarre l'Imperatrice di Blandings, il maiale di Lord Emsworth. 
Nel frattempo Tipton Plimsoll, un ricco amico americano proprietario di una catena di grandi magazzini, decide di smettere di bere dopo aver intravisto Blister, che a causa del suo aspetto ha scambiato per un'allucinazione causatagli dalle eccessive libagioni; Freddie, che spera di poter diventare il fornitore di biscotti per cane dei negozi di Tipton, invita l'americano a Blandings. A Blandings Lady Hermione Wedge e suo marito sono eccitati dalla prospettiva che la loro bellissima figlia Veronica possa sposare un uomo ricco come Tipton. Costui invece si spaventa quando vede ricomparire a Blandings l'«allucinazione» (Blister); resta inoltre turbato dall'intimità esistente fra Veronica e Freddie i quali, apprende da Lord Emsworth, un tempo erano fidanzati.
Lo stile pittorico di Breamworthy (Blister) non piace a Lord Emsworth che licenzia il pittore. Su suggerimento di Gally, Freddie riporta nuovamente Blister a Blandings, reso irriconoscibile da una barba posticcia di stile assiro, facendolo assumere questa volta come aiuto giardiniere. Blister rovina però il piano quando, dopo aver spaventato ancora una volta Plimsoll e aver terrorizzato Veronica, scambia per una cuoca Lady Dora, la madre di Prudence, e cerca di corromperla perché consegni di nascosto un biglietto all'amata Prudence. 
Gally giunge a Blandings per il compleanno di Veronica, portando con sé anche Blister, provvisto di una nuova barba finta, presentato come un altro ritrattista di maiali di nome Landseer. Gally fa riappacificare Veronica e Plimsoll con l'espediente di mettere l'Imperatrice nella sua camera da letto della ragazza. Lady Hermione tuttavia scopre l'identità del nuovo pittore e ordina a Blister di andar via. 
A causa di uno scambio di pacchetti causato dal distratto Lord Emsworth, Freddie spedisce alla moglie Aggie il ciondolo che aveva comprato per il compleanno di Veronica e regala a Veronica il pacchetto con la collana di diamanti di proprietà Aggie. Plimsoll si altera quando vede Veronica con la preziosa collana datagli da Freddie, e Gally ne placa la rinascente gelosia sostenendo che si tratta di una collana falsa; Plimsoll allora la consegna a Prudence perché la dia alla parrocchia per la prossima vendita di beneficenza. Freddie cerca disperatamente di riottenere la collana della moglie e minaccia, in caso contrario, di far fallire il fidanzamento fra Plimsoll e Veronica. Gally si fa consegnare da Prudence la collana per spingere la famiglia a dare il consenso al matrimonio di Prudence e Blister. 
Blister, ancora a Blandings, cerca di raggiungere Prudence salendo in casa dal giardino per mezzo di una scala a pioli; il colonnello Wedge vede la scala, e pensando che sia in atto un furto, si arma di un revolver e allerta i camerieri. Vedendosi ricercato, Blister cerca di fuggire dalla casa attraverso un tubo di scarico, ma atterra sul porcaio Pott che lo blocca fino all'arrivo del colonnello Wedge. Quest'ultimo, di animo romantico, ascolta le giustificazioni di Blister e lo lascia andare. Plimsoll vede nuovamente Blister ed è felice di apprendere che si tratta di una persona reale e non di un'allucinazione. Lord Emsworth, sentendo che suo figlio Frankie rischia il divorzio se non riottiene la collana, dà il consenso alle nozze fra Prudence e Blister e finanzia quest'ultimo perché possa aprire un pub a Oxford. 

## Personaggi
(in ordine di apparizione)
Veronica Wedgebellissima ma vanesia e sciocca nipote di Lord Emsworth, figlia ventitreene di Lady Hermione e del col. Egbert Wedge, un tempo fidanzata con Freddie, desidera sposare Tipton
Lady Hermione Wedgesorella  di Lord Emsworth; bassa e grassa, simile a una cuoca nell'aspetto; sposata da 24 anni col colonnello Egbert Wedge, è madre di Veronica
Colonnello Egbert Wedgemarito di Lady Hermione e cognato di Lord Emsworth, padre di Veronica; coraggioso e romantico
Clarence Threepwood, Nono Conte di Emsworthpadre di Freddie Threepwood; proprietario   del castello di Blandings; molto distratto; membro del Senior Conservative Club di Londra; ama la tranquillità, i fiori e soprattutto l'imperatrice di Blandings; vessato dalle sue numerose sorelle (in questo romanzo a Blandings ce ne sono contemporaneamente quattro: Julia, Constance, Dora ed Hermione)
Frederick (Freddie) Threepwoodfiglio cadetto di Lord Emsworth; sposato con Aggie Donaldson; vicepresidente della Donaldson's Dog Joy; in passato è stato innamorato della cugina Veronica
Tipton Plimsollgiovane americano, ricco erede dei Grandi Magazzini Tipton's, amico di Freddy, innamorato di Veronica
Edward Jimpson Murgatroydmedico in Harley Street, prescrive a Tipton l'astensione dall'alcool
Imperatrice di Blandingsscrofa nera del Berkshire di proprietà di Lord Emsworth; in gara con più bei maiali d'Inghilterra al concorso della sezione Maiali grassi alla Fiera agricola annuale dello Shropshire, che peraltro ha già vinto due volte
Lady Dora Garlandsorella alta e maestosa di Lord Emsworth; vedova di Sir Everard Garland (KCB), madre di Prudence Garland
Prudence Garlandfiglia di Lady Dora, graziosa, di piccola statura (è soprannominata «Schizzetto»), ama Blister
William ("Bill") Galahad Lister ("Blister")giovane pittore di professione ma aspirante oste; squattrinato; non bello (naso schiacciato, orecchie a sventola, mento sporgente) ma fisico imponente, sguardo onesto e amabile; figlioccio di Gally, amico di Freddie, innamorato di Prudence; si presenta al castello di Blandings con improbabili pseudonimi — prima Messmore Breamworthy, poi Landseer, come il pittore ottocentesco specializzato in animali — per fare un ritratto all'Imperatrice di Blandings
Galahad Threepwood ("Gally")figlio cadetto dell'ottavo conte di Emsworth, fratello di Clarence, cinquantasettenne, scapolo, con folti capelli grigi, elegante, affabile, di  aspetto giovanile, gode di ottima salute nonostante le insalubri abitudini di vita
Angus McAllistercapo giardiniere scozzese a Blandings
Sebastian Beachmaggiordomo del castello di Blandings
Edwin Pottporcaro dell'Imperatrice di Blandings, anziano, maleodorante, privo di palato e quindi con eloquio incomprensibile
Charles e Thomascamerieri a Blandings

## Critica
Le vicende descritte in Luna Piena precedono immediatamente quelle descritte in Genero al verde (The Brinkmanship of Galahad Threepwood), nono romanzo della Saga di Blandings del 1964, e Le zie non sono gentiluomini (Aunts aren't gentlemen), ultimo romanzo della Serie di Jeeves e Bertie del 1974. Quest'ultimo romanzo infatti si apre con la scena di Bertie Wooster il quale, il giorno successivo alla festa di fidanzamento fra Tipton e Veronica a cui ha partecipato, si sveglia con la propria cute coperta da macchioline rosa; telefona a Tipton e questi gli suggerisce di rivolgersi al Dottor E.J. Murgatroyd il quale, come ha fatto con Tipton, gli prescrive l'astensione dall'alcool.
Per il linguista Robert Anderson Hall, anche nelle opere appartenenti alla Saga di Blandings la maggior fonte di ilarità e il segno distintivo dello stile dell'autore è il linguaggio. Per Guido Almansi, «Wodehouse funziona al livello del plot, della costruzione narrativa, dell'azione "drammatica", ed è un così mirabile organizzatore di scene e scenette e incidenti comici perché è scrittore abilissimo e malizioso al livello della singola frase (la macrostruttura del racconto è sostenuta dalla microstruttura dell'enunciato; ovvero la retorica paradigmatica è operativa perché vi è sottesa una retorica sintagmatica)». Almansi esamina l'incipit («La luna che con consumata esperienza presta servizio al Castello di Blandings e dintorni era quasi piena, e già da alcune ore l'avito maniero di Clarence, nono Conte di Emsworth, era inondato dai suoi raggi d'argento. Essi sbirciavano rispettosamente la sorella di Lord Emsworth, Lady Hermione Wedge, che si spalmava il viso di crema nella Camera Azzurra») e osserva che nella pagina tutto (il castello, la luna, i personaggi) è artificiale e il lessico e la sintassi annunciano questo artificio: «Il brano vagheggia e scherza con il concetto romantico di un castello illuminato dalla luna piena, e se ne fa pienamente beffa. Questa scrittura può esistere non solo per merito di uno scrittore, ma anche ad uso di un lettore che, in combutta con l'autore, conosca le convenzioni del chiaro di luna letterario e pittorico perché altrimenti gli artifici dello stile parodico non verrebbero recepiti»
Richard Usborne osserva invece che il romanzo è di non facile lettura perché gli episodi sono molto numerosi e spesso frammentati. Il personaggio principale ("Gally") agisce e parla più come Lord Ickenham (il protagonista di Zio Fred in primavera) che come lui stesso.

## Edizioni
- (EN) Full Moon, 1ª ed., Doran (New York), Doubleday, 1947.
- (EN) Full Moon, London, Herbert Jenkins, 1947.
- Luna piena, collana Collezione Biblioteca economica Mondadori ; 5, traduzione di Vittoria Comucci, Milano, A. Mondadori, 1954.
- Luna piena, collana Collezione Narratori della fenice, traduzione di Stefania Bertola, Parma, U. Guanda, 1991, ISBN 88-7746-415-1.
- Luna piena, collana Collezione TEAdue ; 429, traduzione di Stefania Bertola, Milano, TEA, 1996, ISBN 88-7818-044-0.
- Luna piena, collana Collezione TEA Biblioteca, traduzione di Stefania Bertola, Milano, TEA, 2021, ISBN 978-88-502-5855-0.